# Rulja
Rulja označava vrstu skupa ili neodređeni broj ljudi na istom prostoru koji dijele određeni stav prema problemu, osobama ili skupinama. Rulja se moze odnositi na gužve, političke skupove, sportske događaje, ili na ponašanje neorganizirane skupine u vrijeme pljačke. 
Rulja nije društvena skupina u sociološkom smislu. Prisutnost drugih osoba utječe na ponašanje pojedinaca. Snažno se odražava i sklonost histeričnom ponašanju. 
Djeluju bez jasnog vodstva i uglavno na vlastitu inicijativu. Slijede kratkoročne ciljeve (pljačke, javna pogubljenja linčom i sl.
Među djecom se primjerice može stvoriti oblik rulje kada na primjer okupe oko tučnjave u školskim dvorištu.
Rulja je u strogom smislu, bio je tipičan fenomen u pred-industrijsko doba, kad su se nadničari, radnici, prosjaci, siromašni i socijalno isključene osobe spontano okupljali i bez upozorenja činili militantne prosvjede. 